# Jaha Dukureh

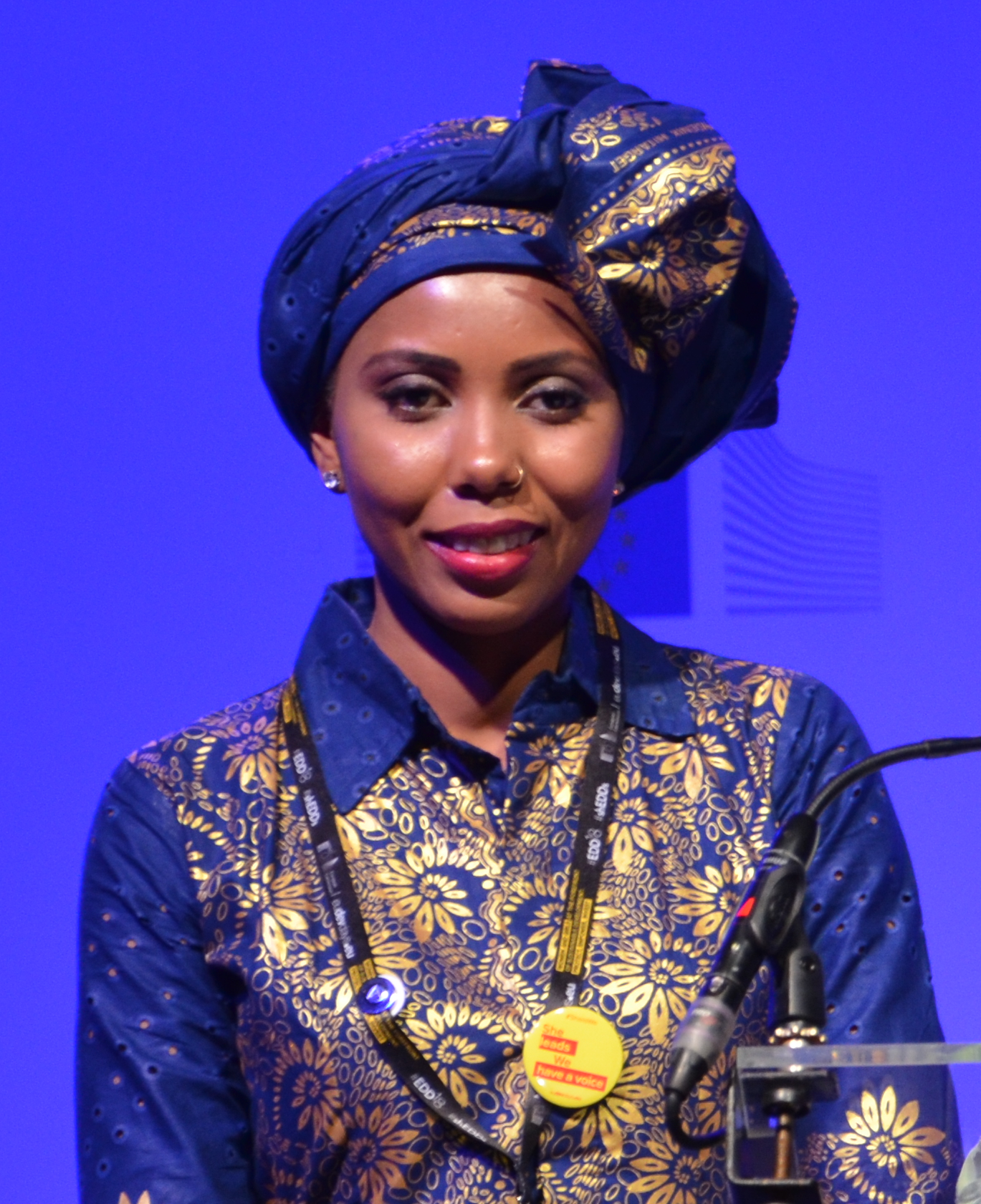
Jaha Dukureh

Jaha Dukureh (sinh năm 1989 hoặc 1990) là một nhà hoạt động nữ quyền người Gambia. Cô lãnh đạo nhiều chiến dịch chống lại tập tục cắt âm vật. Dukureh trở thành Nữ Đại sứ thiện chí Liên Hợp Quốc đầu tiên của châu Phi. Bản thân Dukureh là nạn nhân của tục cắt âm vật ở Gambia, khi còn là đứa bé một tuần tuổi. Tháng Tư năm 2016, cô lọt vào danh sách 100 Nhân vật Tạp chí Time. Năm 2018, Dukureh được đề cử giải Nobel hoà Bình bởi chính trị gia người Na Uy Jette F. Christensen. Accidental Pictures và tạp chí The Guardian hợp tác sản xuất bộ phim về cuộc đời Jaha, mang tên Jaha's Promise; phiên bản truyền hình của bộ phim được công chiếu ở hơn 10 quốc gia còn tồn tại tục cắt âm vật.

## Cuộc sống
Dukureh sinh ra ở Gambia. Khi mới lên một tuần tuổi, cô là nạn nhân của tục cắt âm vật. Sau cái chết của mẹ, cô chuyển đến sống ở New York năm 15 tuổi, bị ép buộc tảo hôn. Trải qua nhiều khó khăn trong chuyện chăn gối do bị cắt âm vật từ nhỏ, cô quyết định phẫu thuật để phục hồi chức năng giao hợp. Cuộc hôn nhân tan vỡ, Dukureh chuyển đến sống với gia đình. Dukureh đăng kí đi học phổ thông, nhưng bị từ chối bởi 10 trường khác nhau, với lí do cô không có sự đồng thuận của người giám hộ pháp lí. Cuối cùng, trường trung học thành phố New York cũng nhận cô vào học. Năm 17 tuổi, cô chuyển đến Atlanta, Georgia, và tái hôn.
Dukureh tốt nghiệp Cử nhân quản trị kinh doanh, đại học tiểu bang Georgia Tây-Nam năm 2013. Cùng năm đó, Dukureh thành lập Safe Hands for Girls, một tổ chức phi lợi nhuận đấu tranh chống tục cắt âm vật. Dukureh trở thành công dân Mỹ vào cuối năm 2015. Dukureh có một bằng Thạc sĩ ngành Quản lý Phi lợi nhuận tại Đại học Central Florida năm 2018.
Các chiến dịch do Dukureh lãnh đạo giúp thông qua luật cấm tục cắt âm vật ở Gambia.
Dukureh hiện đang sống ở Atlanta. Năm 2016, tạp chí The Guardian sản xuất một bộ phim về cuộc đời của Dukureh.